# Letištní terminál

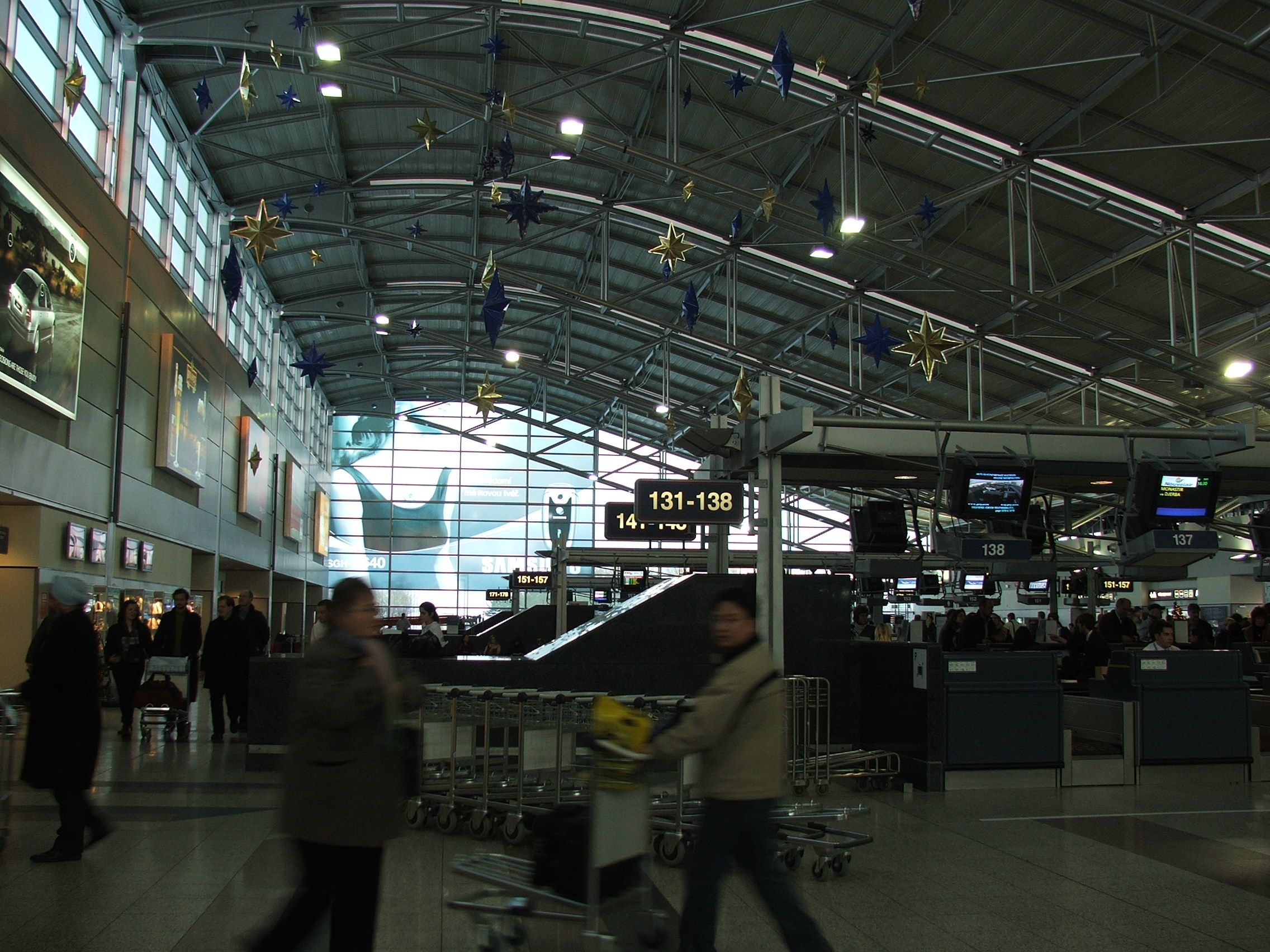
Letiště Václava Havla Praha, odletová hala Terminálu Sever 1 otevřená v roce 1997

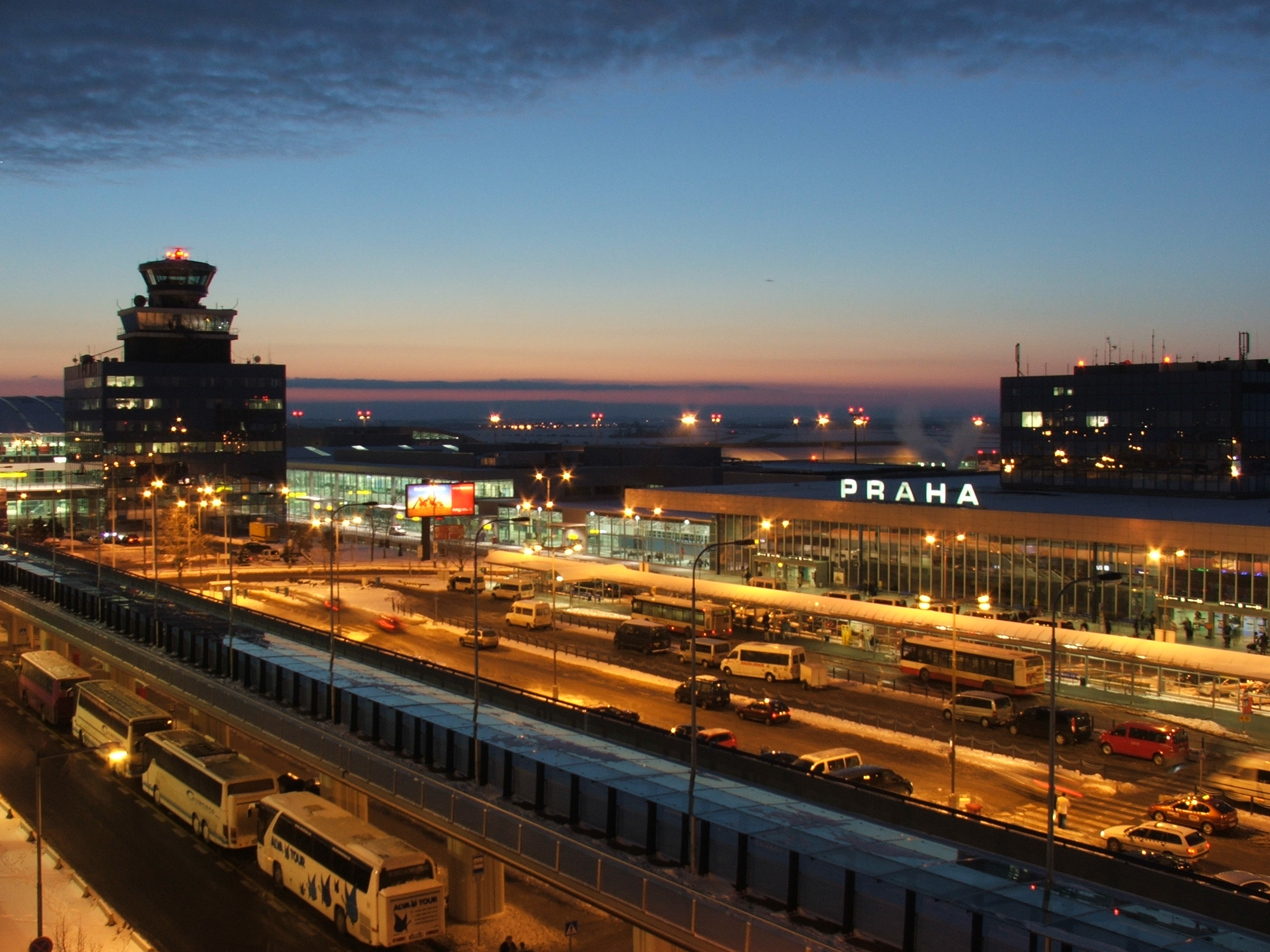
Terminál Sever - ruzyňské letiště za soumraku

Letištní terminál je jednou z nejdůležitějších budov civilních letišť. Jedná se o objekt sloužící k odbavování cestujících využívajících leteckou dopravu a pro veřejnost, který obsahuje zařízení pro odbavovací proces a další služby určené pro pohodlí cestujících. Kromě odbavování slouží i pro přestup, zprostředkování letenek a jiných služeb. Budova bývá zpravidla rozdělena na příletovou a odletovou část.
Jednou z nejdůležitějších zásad navrhování terminálu je, aby se jednotlivé provozy nekřižovaly. Tok cestujících i jejich zavazadel a dalšího nákladu by měl být jasný a nekolizní. Komunikace krátké, přímé a jednosměrné.

## Faktory ovlivňující projektování odbavovací budovy
- počet cestujících (a z toho vyplývající systém dopravy, dispozice a typologické vazby)
- mezinárodní a vnitrostátní doprava (mezinárodní vyžaduje víc kontrol i služeb – směnárna, obchody s bezcelním zbožím…). Je zapotřebí zvláštních opatření při přechodu transferových cestujících, zavazadel a nákladu mezi vnitrostátními a mezinárodními linkami. (Státní kontrolní orgány vyžadují trvalé oddělení obou provozů)
- odbavování pošty a zboží
- způsob provozu na letištní ploše má přímý vliv na dispozici budovy
- doprava cestujících město– letiště – letiště – město a jiné

## Provozní kategorie terminálů
- mezinárodní: cestující překračuje hranice státu (kontrola pohraničními orgány)
- vnitrostátní
- tranzitní: cestující přiletí a opět odletí stejným letadlem
- transferová: cestující přiletí na letiště, aby přestoupil do jiného letadla letícího do jeho cílové destinace
- soukromá a aerotaxi

## Funkční prvky odbavovací budovy
- zařízení pro odlétající cestující (příjem zavazadel, obchody, občerstvení…)
- zařízení pro přilétající cestující (výdej zavazadel…)
- zařízení pro tranzitní a transferové cestující
- zařízení pro letecké společnosti, kontrolní a bezpečnostní orgány a ostatní zařízení